# Vereinigte Drahtwerke Biel

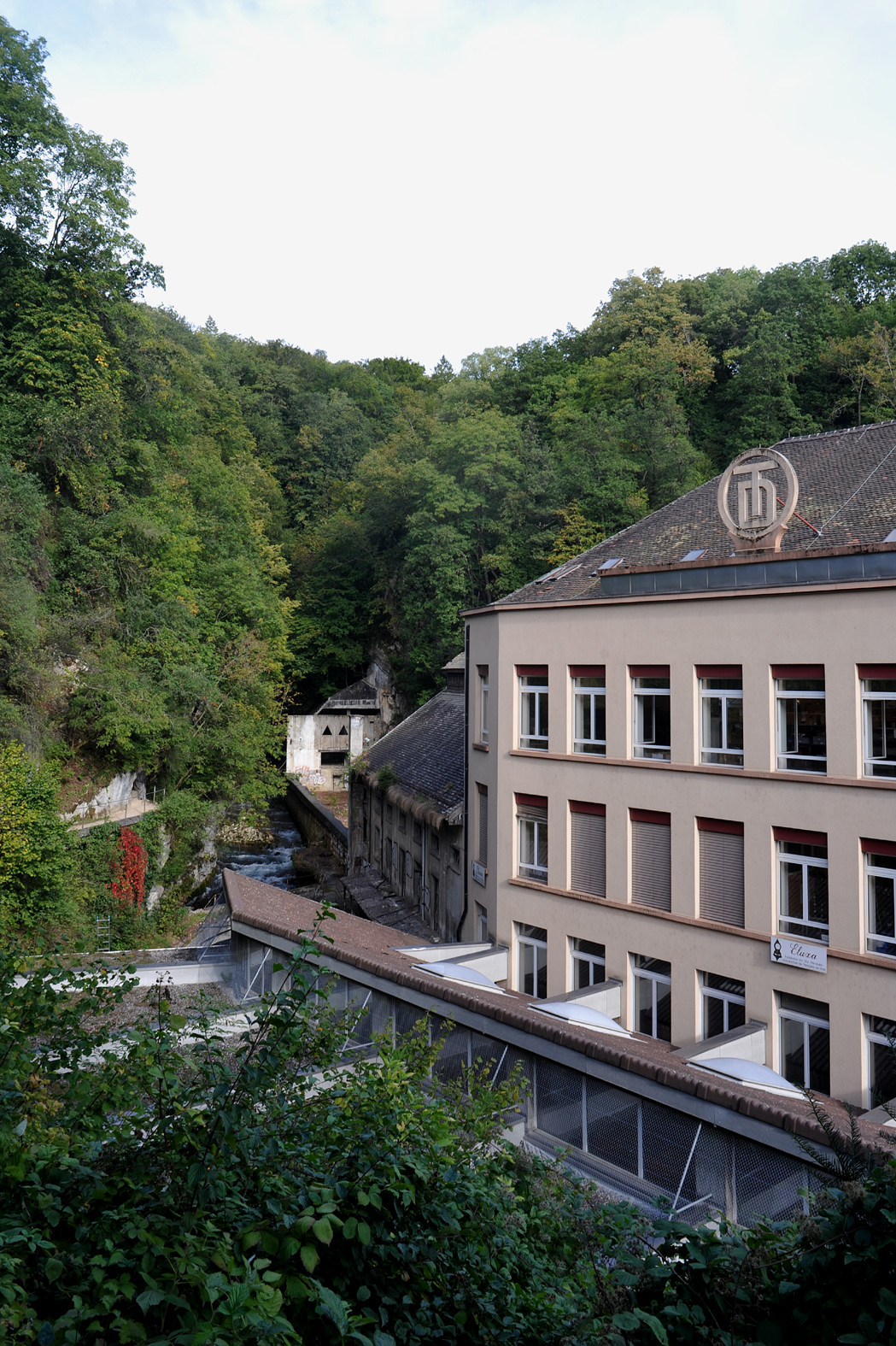
Gebäude der ehemaligen Vereinigten Drahtwerke Biel in der Taubenlochschlucht

Die Vereinigten Drahtwerke Biel  waren ein Drahtwerk in der schweizerischen Stadt Biel/Bienne.

## Geschichte
Seit 1347 ist eine Mühle an der Schüss bei Bözingen erwähnt. Das Wasserwerk nutzte das Gefälle des Flusses im untersten Abschnitt der Taubenlochschlucht. Die Mühle war unter dem Namen Lochmühle bekannt. 1622 entstand neben dem ersten Wasserwerk eine Eisenschmiede, und 1634 errichtete Ludwig Scharandi mit einer Konzession des Fürstbischofs von Basel, Johann Heinrich von Ostein, an dieser Stelle einen Drahtzug. Das Drahtwerk erschloss sich über internationale Handelsbeziehungen ein weites Absatzgebiet. 1850 bis 1914 befand sich das Werk im Besitz der Bieler Familien Bloesch und Schwab. 1914 fusionierte der Betrieb mit einem 1852 in Biel-Madretsch errichteten Drahtzug zu den Vereinigten Drahtwerken Biel, die 1942 eine weitere Fabrikanlage in Biel-Mett bauten.

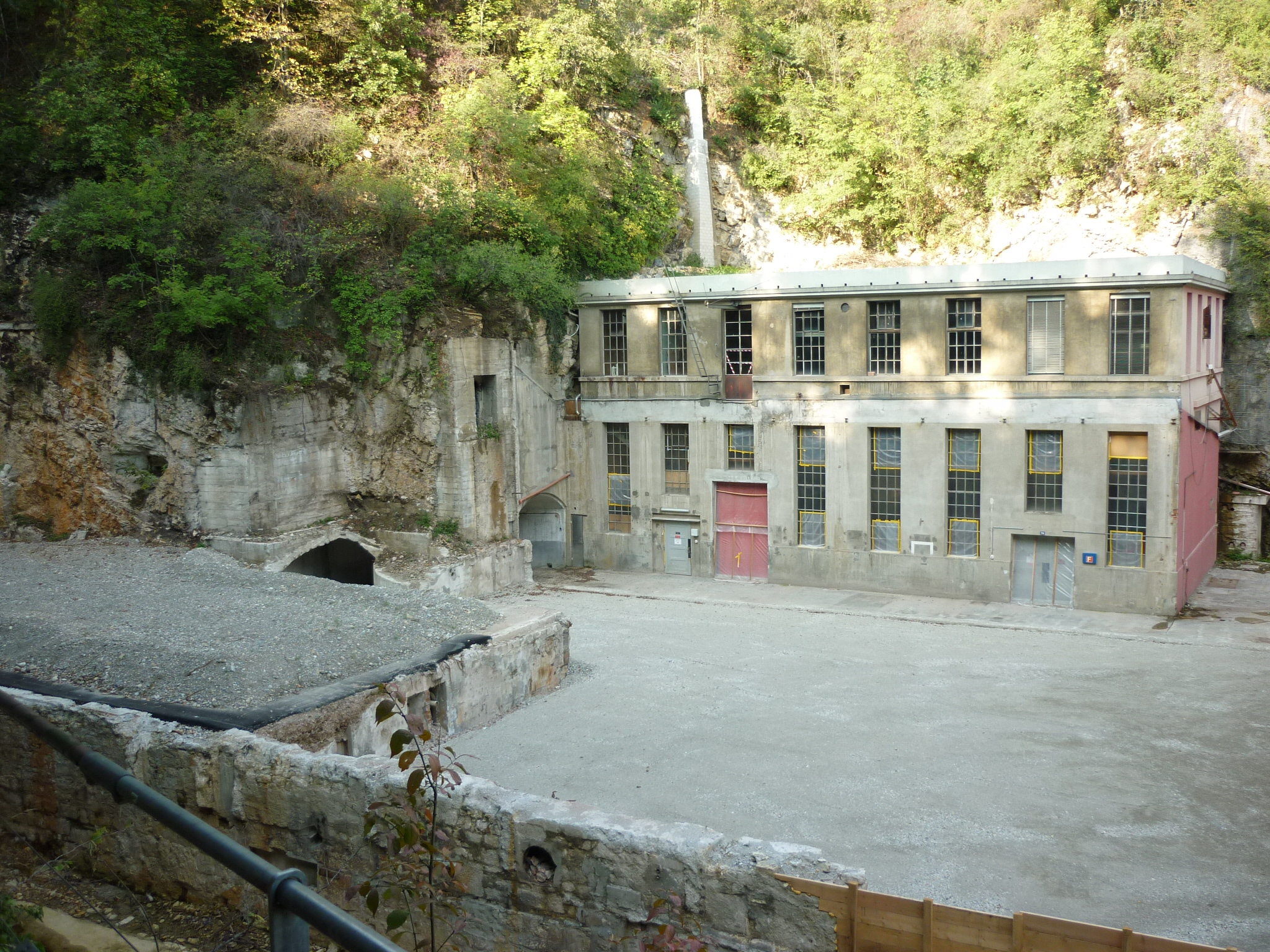
Wasserkraftwerk Bözingen BIK mit Druckleitung (oben)

Im Jahr 1882 ersetzte das Unternehmen den Antrieb mit einem Wasserrad durch ein Kleinkraftwerk mit einer Turbine und einem elektrischen Generator, der den Strom für die Beleuchtung der Fabrikräume lieferte. Diese Anlage war das erste Elektrizitätswerk in der Region Biel und die erste permanente Gleichstromübertragung der Schweiz, die ab 1884 vom Kleinkraftwerk in der Taubenlochschlucht in die Drahtzieherei in Bözingen führte. Das Kraftwerk ging 1992 in den Besitz der Stadt Biel/Bienne über. Es wird heute von der Bielersee Kraftwerke AG betrieben.
Das Drahtwerk betrieb ab 1910 zusammen mit dem Sägereiwerk Renfer AG eine schmalspurige Werkbahn von der Fabrik zur Bahnstation der SBB bei Biel-Mett. Die Güterzüge wurden von einer Akkumulatorenlokomotive gezogen, die von der SWS gemeinsam mit der Maschinenfabrik Oerlikon konstruiert worden war. Heute gehört die Lokomotive dem Bahnmuseum Kerzers-Kallnach. Die Werkbahn stellte 1995 den Betrieb ein.
1990 stellte das Unternehmen die Produktion ein. Es bestand danach als eine Finanz- und Immobiliengesellschaft weiter, die im Jahr 2001 mit der kurz zuvor gegründeten Espace Real Estate AG fusionierte.
Aus einem Produktionsbereich der ehemaligen Drahtwerke ging die DT Swiss hervor, die eine bedeutende Stellung als Hersteller von Fahrradkomponenten einnimmt.